# Péter Lékó
Péter Lékó (in serbo Петер Леко?; Subotica, 8 settembre 1979) è uno scacchista ungherese, Grande maestro.
Nel 1994, all'età di 14 anni, 4 mesi e 28 giorni è stato il più giovane di sempre ad aver ottenuto il titolo di Grande Maestro Internazionale, primato che all'epoca apparteneva alla connazionale Judit Polgár. È stato tra i primi dieci scacchisti al mondo negli anni duemila e ha vinto cinque Super Tornei in carriera. 
Nel 2004 ha sfidato Vladimir Kramnik per il titolo mondiale PCA, senza riuscire a batterlo. Mentre si è piazzato quinto e quarto rispettivamente ai Mondiali FIDE del 2005 e al Mondiale unificato del 2007. Ha partecipato a 8 Olimpiadi degli scacchi con la nazionale ungherese, vincendo un oro e due argenti.

## Biografia
Nato a Subotica nell'allora Jugoslavia, a seguito della separazione dei genitori si trasferì a Seghedino con la madre a due anni di età. Nel 1999 Lékó entra nella cerchia dei dieci migliori giocatori al mondo. Nel 2001, nell'ambito della manifestazione "Chess Classic" di Magonza, Lékó si cimenta in una sfida di otto partite di scacchi Fischer Random (Chess960) contro il Grande Maestro Michael Adams, vincendo per 4.5 a 3.5. Per questo considerato da molti come il primo Campione del mondo di Fischer Random, sebbene non ci sia stato un vero e proprio processo di qualificazione aperto a tutti. Ha raggiunto il suo massimo punteggio Elo (2763) nella classifica FIDE dell'aprile 2005, nella quale figurava in quarta posizione assoluta oltreché essere il numero uno ungherese.
È sposato con Sofia Petrosian, figlia del grande maestro armeno Aršak Petrosyan. Ad aprile 2018 è allenatore del giovane giocatore tedesco Vincent Keymer.

## Principali risultati
- 1991: vince a Mamaia il Campionato europeo U12;
- 1992: vince a Rimavská Sobota il Campionato europeo U14;
- 1994: vince a Seghedino il Campionato del mondo U16;
- 1995: terzo a Dortmund (cat. 17);
- 1998: secondo a Tilburg (cat. 18);
- 1999: vince il torneo di Dortmund, davanti a Kramnik, Karpov e Anand;
- 2000: vince un match contro Aleksandr Chalifman a Budapest;
- 2001: terzo a Dortmund (cat. 21, Elo medio 2755);
- 2002: vince il torneo di Dortmund, vittoria che gli permette di disputare il Campionato del mondo di scacchi classico 2004;
- 2003: vince il torneo di Linares, a pari punti con Kramnik ma primo per aver conseguito più vittorie;
- 2003: secondo dietro ad Anand nel torneo Melody Amber di Monte Carlo;
- 2004: pareggia a Brissago il match di campionato del mondo PCA contro Kramnik (secondo gli accordi, Kramnik mantiene il titolo);
- 2004: secondo nel Corus A di Wijk aan Zee;
- 2005: vince il Corus A di Wijk aan Zee davanti ad Anand, Topalov e altri 11 grandi maestri;
- 2006: vince il Tal Memorial di Mosca (cat. 20, Elo medio 2727);
- 2007: vince la Coppa del mondo rapid della PCA (Professional Chess Association);
- 2008: vince il torneo di Dortmund;
- 2008: medaglia d'oro in prima scacchiera alle Olimpiadi di Dresda.
- 2017: in maggio a Gallipoli vince il Campionato italiano di scacchi a squadre con la squadra dell'Obiettivo Risarcimento Padova.
- 2019: in novembre vince a Dulcigno la 35^ Coppa europea di scacchi per club con la squadra del Obiettivo Risarcimento Padova.[4]

## Una partita
L'ottava partita del match Kramnik-Lékó 2004, illustra un attacco tagliente coronato da successo.
Kramnik - Lékó (Partita spagnola, attacco Marshall)
1.e4 e5 2.Cf3 Cc6 3.Ab5 a6 4.Aa4 Cf6 5.O-O Ae7 6.Te1 b5 7.Ab3 O-O 8.c3 d5 9.exd5 Cxd5 10.Cxe5 Cxe5 11.Txe5 c6 12.d4 Ad6 13.Te1 Dh4 14.g3 Dh3 15.Te4 g5 16.Df1 Dh5 17.Cd2 Af5 18.f3 Cf6 19.Te1 Tae8 20.Txe8 Txe8 21.a4 Dg6 22.axb5 Ad3 23.Df2 Te2 24.Dxe2 Axe2 25.bxa6 Dd3 26.Rf2 Axf3 27.Cxf3 Ce4+ 28.Re1 Cxc3 29.bxc3 Dxc3+ 30.Rf2 Dxa1 31.a7 h6 32.h4 g4 0-1 (il bianco abbandona)   (Vedi la partita online)